# Jumièges
Jumièges là một xã trong vùng hành chính Normandie, thuộc tỉnh Seine-Maritime, quận Rouen, tổng Duclair. Tọa độ địa lý của xã là 49° 26' vĩ độ bắc, 00° 49' kinh độ đông. Jumièges nằm trên độ cao trung bình là 8 mét trên mực nước biển, có điểm thấp nhất là 0 mét và điểm cao nhất là 83 mét. Xã có diện tích 18,75 km², dân số vào thời điểm 1999 là 1714 người; mật độ dân số là 91 người/km².